# Šagan
Šagan nebo Čagan (rusky Шаган nebo Чаган) je řeka ve Abajské oblasti v Kazachstánu. Je levým přítokem Irtyše. Je 295 km dlouhá. Povodí má rozlohu 25 400 km².

## Průběh toku
Teče přes Kazašskou pahorkatinu. Zprava má přítok Aščisu.

## Vodní stav
Zdroj vody je převážně sněhový. Průměrný průtok vody je 1,02 m³/s. Na horním toku teče jen při vysokých stavech vody (květen a červen). Na dolním toku také vysychá a rozděluje se oddělená jezera. Zamrzá v listopadu a rozmrzá na začátku dubna.

## Využití
Využívá se na zavlažování. Leží na ní město Ajaguz.